# Bończyk (Mysłowice)
Bończyk – osiedle w Mysłowicach, stanowiące część dzielnicy Bończyk-Tuwima.
Na osiedlu tym znajduje się parafia Ścięcia św. Jana Chrzciciela.
W Bończyku znajduje się hala widowiskowo-sportowa oraz galeria handlowa Quick Park.